# Seznam vítězek ženské dvouhry ve Wimbledonu
Seznam vítězek ženské dvouhry ve Wimbledonu uvádí přehled šampionek ženské singlové soutěže ve Wimbledonu, nejstaršího tenisového turnaje na světě.
Wimbledon představuje tenisový Grand Slam, každoročně hraný na přelomu června a července. Premiérový ročník se odehrál v roce 1877. Ženská dvouhra se na něm poprvé konala roku 1884. Turnaj probíhá na otevřených travnatých dvorcích areálu All England Lawn Tennis and Croquet Club v londýnské části Wimbledon.
Kvalifikace ženské dvouhry se od roku 2019 účastní sto dvacet osm tenistek. Šestnáct z nich řádně postupuje do hlavní soutěže, která se hraje vyřazovacím systémem na dva vítězné sety. V pavouku je sto dvacet osm hráček s třiceti dvěma nasazenými. V roce 1971 byl zaveden tiebreak, jenž se od sezóny 2019 hraje i ve třetí rozhodující sadě. Od roku 2022 má charakter supertiebreaku do 10 bodů.

## Historie
Wimbledon je jedním ze čtyř Grand Slamů tenisové sezóny, probíhající poslední červnový a první červencový týden. Od roku 1987 je opět třetím majorem sezóny a od roku 1988 jediným, který se koná na travnatých dvorcích. Mezi lety 1915–1918 a 1940–1945 se nekonal v důsledku dvou světových válek. V roce 2020 byl jako jediný z grandslamů zrušen kvůli pandemii covidu-19.

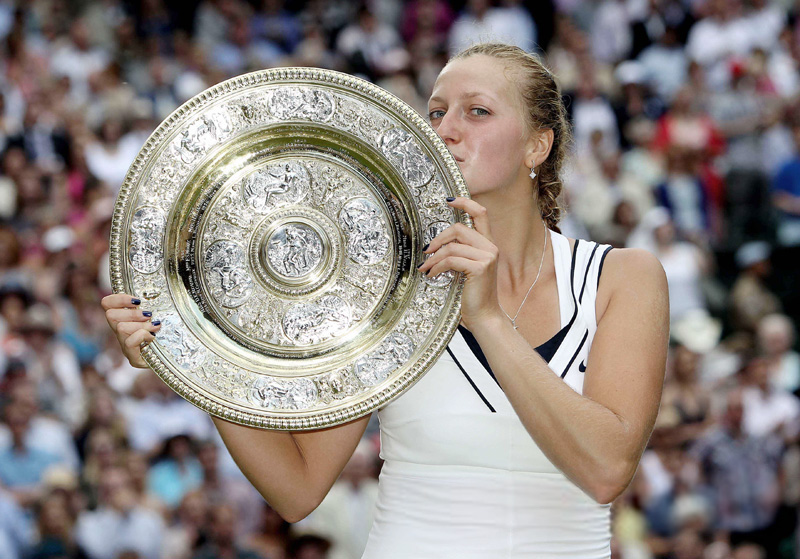
Dvojnásobná vítězka Petra Kvitová po zisku první trofeje v roce 2011

Od premiérového ročníku 1884 prošla pravidla ženské dvouhry několika změnami. V letech 1886–1921 byl uplatněn systém kvalifikačního turnaje – tzv. All Comers' Singles, do nějž nastupovaly všechny tenistky vyjma obhájkyně titulu, která na závěr sehrála s vítězkou kvalifikace tzv. vyzývací finále (challenge round). V celém turnaji tak nastoupila do jediného zápasu. V případě absence obhájkyně se vyzývací finále nehrálo a trofej připadla vítězce kvalifikační soutěže. Tato varianta nastala jedenáctkrát v letech  1889, 1890, 1891, 1894, 1895, 1898, 1903, 1908, 1909, 1912 a 1913. Systém vyzývacího finále organizátoři opustili v roce 1921 a od následujícího ročníku se z obhájkyň titulu staly řadové účastnice nastupující do prvního kola.
Nasazování bylo zavedeno v roce 1927. Nejníže nasazenou vítězkou se stala Venus Williamsová roku 2007, když vyhrála z pozice turnajové třiadvacítky. Nejkratší známé finále proběhlo v roce 1922. Francouzka Suzanne Lenglenová v něm porazila za 23 minut Mollu Bjurstedtovou Malloryovou výsledkem 6–2 a 6–0.
Od úvodního ročníku se všechny zápasy konají na dva vítězné sety. Mezi roky 1884–1970 byl ve všech sadách praktikován formát nutnosti zisku rozdílu dvou her. V sezóně 1971 byl zaveden standardní tiebreak, v němž hráčka musela získat alespoň sedm míčů při minimálním dvoubodovém rozdílu. V sezónách 1971–1978 byla zkrácená hra uplatňována až za stavu 8–8 na gamy. Od roku 1979 se konala při poměru her 6–6. Do roku 2019 nebyl tiebreak hrán v rozhodujícím setu, kdy byl zařazen do třetí, rozhodující sady za stavu her 12–12. Se sjednocením ukončení rozhodujících setů na všech grandslamech ze strany ITF byla v roce 2022 za stavu gamů 6–6 implementována zkrácená hra do 10 bodů s dvoubodovým rozdílem.

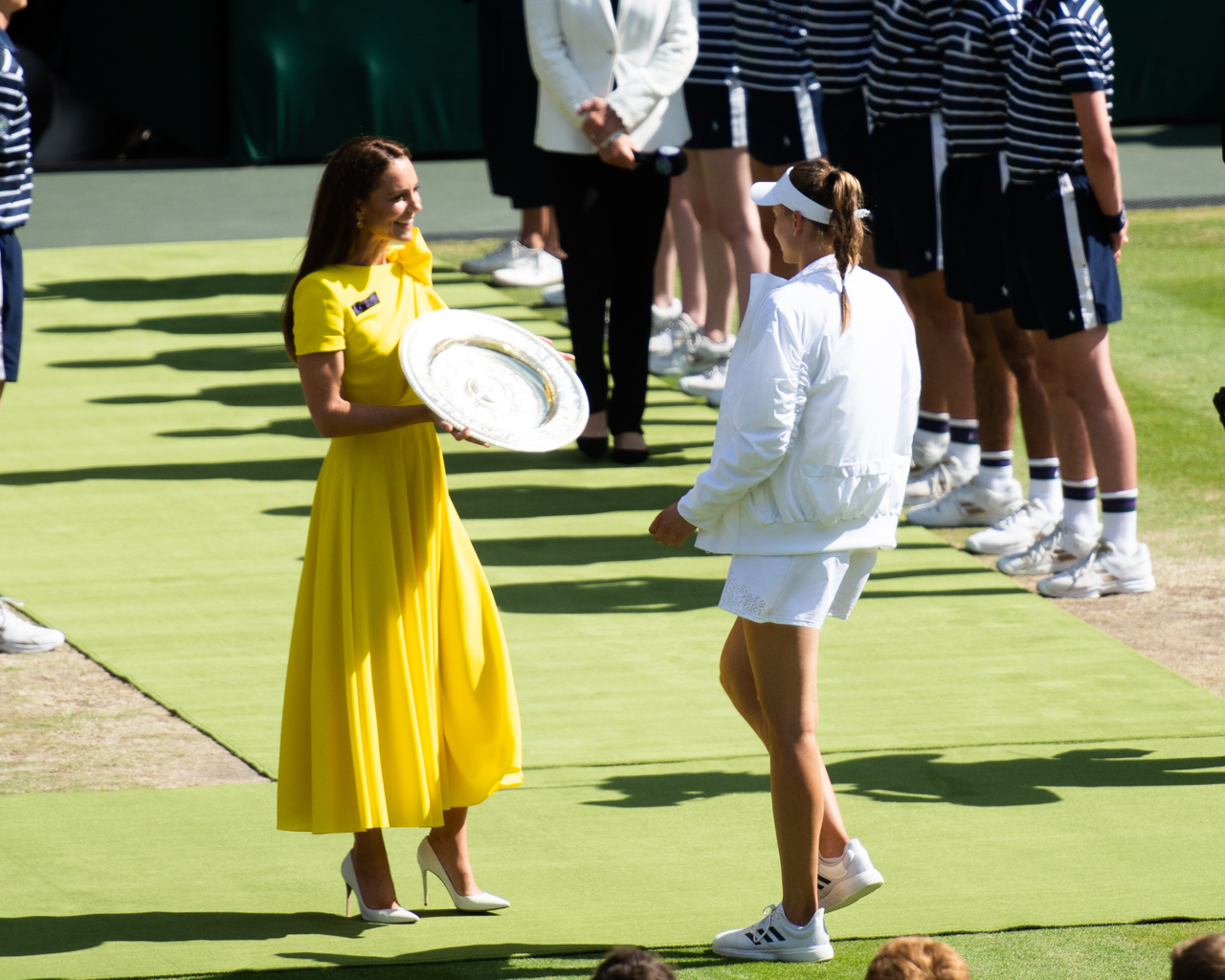
Vévodkyně Catherine předává mísu Venus Rosewater vítězné Jeleně Rybakinové, 2022

V rané fázi amatérské éry, se systémem vyzývacího finále, vytvořila rekord sedmi tituly Britka Dorothea Douglassová Chambersová. Nejvíce – osm trofejí, si mezi amatérkami po zrušení vyzývacího finále (1922–1967) odvezla Američanka Helen Willsová Moodyová. Po otevření události profesionálkám v roce 1968 získala Martina Navrátilová nejvyšší počet výher. Mezi lety 1978–1990 vybojovala devět trofejí představující absolutní rekord. Z toho šestkrát triumfovala v řadě, což také znamená rekordní zápis celé historie.
Nejmladší šampionkou se v roce 1887 stala Lottie Dodová, když zvítězila ve věku 15 let a 285 dní. Jako nejstarší se do statistik naopak zapsala její krajanka Charlotte Cooperová, která ovládla ročník 1908 ve věku 37 let a 282 dní. V otevřené éře se nejstarší šampionkou stala ve věku 34 let a 288 dní Serena Williamsová, když vyhrála sedmou trofej v roce 2016. Druhou nejstarší je Martina Navrátilová s triumfem z ročníku 1990, jenž vybojovala ve věku 33 let a 263 dní.
Na vítězství bez ztráty setu v otevřené éře dosáhly Chris Evertová (1981), Martina Navrátilová (1983, 1984, 1986, 1990), Lindsay Davenportová (1999), Serena Williamsová (2002, 2010), Venus Williamsová (2008) a Marion Bartoliová (2013). Soutěž juniorek i žen vyhrály Britka Ann Jonesová, Švýcarka Martina Hingisová, Francouzka Amélie Mauresmová a Australanka Ashleigh Bartyová. Levorukými šampionkami se v open éře staly Ann Jonesová, Martina Navrátilová, Petra Kvitová, Angelique Kerberová a Markéta Vondroušová.
Od zavedení žebříčku WTA v roce 1975 se nejníže postavenou finalistkou stala 181. hráčka klasifikace Serena Williamsová v roce 2018 a vítězkou 42. hráčka pořadí Markéta Vondroušová v roce 2023. Vondroušová londýnský grandslam ovládla také jako první nenasazená hráčka od zavedení nasazování v roce 1927, když všechny čtyři nenasazené finalistky předtím odešly poraženy, Helen Jacobsová (1938), Angela Mortimerová (1958), Věra Suková (1962) a Billie Jean Moffittová (1963).
Od roku 1886 šampionky získávají umělecky zdobenou mísu Venus Rosewater (Venus Rosewater Dish; oficiálně Ladies' Singles Trophy) o průměru cca 48 centimetrů. S originální trofejí absolvují tradiční kolečko před tribunami centrálního dvorce a od roku 2007 si odvážejí tříčtvrteční repliku (o průměru 33 cm), dříve také s vyrytými jmény všech vítězek. V letech 1949–2006 přijímaly menší repliku o průměru 20 cm. Komise All England Clubu následně schvaluje singlovým šampionkám čestné členství v oddílu.

## Přehled finále
| Legenda éry vyzývacího finále (1886–1921)                  |
| ---------------------------------------------------------- |
| vítězka kvalifikačního turnaje a vítězka vyzývacího finále |
| obhájkyně trofeje a vítězka vyzývacího finále              |
| vítězka kvalifikačního turnaje, vyzývací finále nehráno    |

### Amatérská éra
| Amatérská éra (1884–1967) | Amatérská éra (1884–1967)           | Amatérská éra (1884–1967)           | Amatérská éra (1884–1967) |
| Rok                       | vítězka                             | poražená finalistka                 | výsledek                  |
| ------------------------- | ----------------------------------- | ----------------------------------- | ------------------------- |
| 1884                      | Maud Watsonová (BRI)                | Lillian Watsonová (BRI)             | 6–8, 6–3, 6–3             |
| 1885                      | Maud Watsonová (BRI)                | Blanche Bingleyová (BRI)            | 6–1, 7–5                  |
| 1886                      | Blanche Bingleyová (BRI)            | Maud Watsonová (BRI)                | 6–3, 6–3                  |
| 1887                      | Lottie Dodová (BRI)                 | Blanche Bingleyová (BRI)            | 6–2, 6–0                  |
| 1888                      | Lottie Dodová (BRI)                 | Blanche Bingleyová (BRI)            | 6–3, 6–3                  |
| 1889                      | Blanche Bingleyová (BRI)            | Lena Riceová (BRI)                  | 4–6, 8–6, 6–4             |
| 1890                      | Lena Riceová (BRI)                  | May Jacksová (BRI)                  | 6–4, 6–1                  |
| 1891                      | Lottie Dodová (BRI)                 | Blanche Bingleyová (BRI)            | 6–2, 6–1                  |
| 1892                      | Lottie Dodová (BRI)                 | Blanche Bingleyová (BRI)            | 6–1, 6–1                  |
| 1893                      | Lottie Dodová (BRI)                 | Blanche Bingleyová (BRI)            | 6–8, 6–1, 6–4             |
| 1894                      | Blanche Bingleyová (BRI)            | Edith Austinová (BRI)               | 6–1, 6–1                  |
| 1895                      | Charlotte Cooperová (BRI)           | Helen Jacksonová (BRI)              | 7–5, 8–6                  |
| 1896                      | Charlotte Cooperová (BRI)           | Alice Simpsonová Pickeringová (BRI) | 6–2, 6–3                  |
| 1897                      | Blanche Bingleyová (BRI)            | Charlotte Cooperová (BRI)           | 5–7, 7–5, 6–2             |
| 1898                      | Charlotte Cooperová (BRI)           | Louise Martinová (BRI)              | 6–4, 6–4                  |
| 1899                      | Blanche Bingleyová (BRI)            | Charlotte Cooperová (BRI)           | 6–2, 6–3                  |
| 1900                      | Blanche Bingleyová (BRI)            | Charlotte Cooperová (BRI)           | 4–6, 6–4, 6–4             |
| 1901                      | Charlotte Cooperová (BRI)           | Blanche Bingleyová (BRI)            | 6–2, 6–2                  |
| 1902                      | Muriel Robbová (BRI)                | Charlotte Cooperová (BRI)           | 7–5, 6–1                  |
| 1903                      | Dorothea Douglass Chambersová (BRI) | Ethel Thomsonová (BRI)              | 4–6, 6–4, 6–2             |
| 1904                      | Dorothea Douglass Chambersová (BRI) | Charlotte Cooperová (GBR)           | 6–0, 6–3                  |
| 1905                      | May Suttonová (USA)                 | Dorothea Douglass Chambersová (BRI) | 6–3, 6–4                  |
| 1906                      | Dorothea Douglass Chambersová (BRI) | May Suttonová (USA)                 | 6–3, 9–7                  |
| 1907                      | May Suttonová (USA)                 | Dorothea Douglass Chambersová (BRI) | 6–1, 6–4                  |
| 1908                      | Charlotte Cooperová (BRI)           | Agnes Mortonová (BRI)               | 6–4, 6–4                  |
| 1909                      | Dora Boothbyová (BRI)               | Agnes Mortonová (BRI)               | 6–4, 4–6, 8–6             |
| 1910                      | Dorothea Douglass Chambersová (BRI) | Dora Boothbyová (BRI)               | 6–2, 6–2                  |
| 1911                      | Dorothea Douglass Chambersová (BRI) | Dora Boothbyová (BRI)               | 6–0, 6–0                  |
| 1912                      | Ethel Thomsonová Larcombeová (BRI)  | Charlotte Cooperová (BRI)           | 6–3, 6–1                  |
| 1913                      | Dorothea Douglass Chambersová (BRI) | Winifred McNairová (BRI)            | 6–0, 6–4                  |
| 1914                      | Dorothea Douglass Chambersová (BRI) | Ethel Thomson Larcombeová (BRI)     | 7–5, 6–4                  |
| 1915                      | nehráno                             | nehráno                             | nehráno                   |
| 1916                      | nehráno                             | nehráno                             | nehráno                   |
| 1917                      | nehráno                             | nehráno                             | nehráno                   |
| 1918                      | nehráno                             | nehráno                             | nehráno                   |
| 1919                      | Suzanne Lenglenová (FRA)            | Dorothea Douglass Chambersová (BRI) | 10–8, 4–6, 9–7            |
| 1920                      | Suzanne Lenglenová (FRA)            | Dorothea Douglass Chambersová (BRI) | 6–3, 6–0                  |
| 1921                      | Suzanne Lenglenová (FRA)            | Elizabeth Ryanová (USA)             | 6–2, 6–0                  |
| 1922                      | Suzanne Lenglenová (FRA)            | Molla Bjurstedt Malloryová (USA)    | 6–2, 6–0                  |
| 1923                      | Suzanne Lenglenová (FRA)            | Kathleen McKane Godfreeová (GBR)    | 6–2, 6–2                  |
| 1924                      | Kathleen McKane Godfreeová (GBR)    | Helen Willsová Moodyová (USA)       | 4–6, 6–4, 6–4             |
| 1925                      | Suzanne Lenglenová (FRA)            | Joan Fryová (GBR)                   | 6–2, 6–0                  |
| 1926                      | Kathleen McKane Godfreeová (GBR)    | Lili de Alvarezová (ESP)            | 6–2, 4–6, 6–3             |
| 1927                      | Helen Willsová Moodyová (USA)       | Lili de Alvarezová (ESP)            | 6–2, 6–4                  |
| 1928                      | Helen Willsová Moodyová (USA)       | Lili de Alvarezová (ESP)            | 6–2, 6–3                  |
| 1929                      | Helen Willsová Moodyová (USA)       | Helen Jacobsová (USA)               | 6–1, 6–2                  |
| 1930                      | Helen Willsová Moodyová (USA)       | Elizabeth Ryanová (USA)             | 6–2, 6–2                  |
| 1931                      | Cilly Aussemová (GER)               | Hilde Krahwinkel Sperlingová (GER)  | 6–2, 7–5                  |
| 1932                      | Helen Willsová Moodyová (USA)       | Helen Jacobsová (USA)               | 6–3, 6–1                  |
| 1933                      | Helen Willsová Moodyová (USA)       | Dorothy Roundová Littleová (GBR)    | 6–4, 6–8, 6–3             |
| 1934                      | Dorothy Roundová Littleová (GBR)    | Helen Jacobsová (USA)               | 6–2, 5–7, 6–3             |
| 1935                      | Helen Willsová Moodyová (USA)       | Helen Jacobsová (USA)               | 6–3, 3–6, 7–5             |
| 1936                      | Helen Jacobsová (USA)               | Hilde Krahwinkel Sperlingová (GER)  | 6–2, 4–6, 7–5             |
| 1937                      | Dorothy Roundová Littleová (GBR)    | Jadwiga Jędrzejowská (POL)          | 6–2, 2–6, 7–5             |
| 1938                      | Helen Willsová Moodyová (USA)       | Helen Jacobsová (USA)               | 6–4, 6–0                  |
| 1939                      | Alice Marbleová (USA)               | Kay Stammersová (GBR)               | 6–2, 6–0                  |
| 1940                      | nehráno                             | nehráno                             | nehráno                   |
| 1941                      | nehráno                             | nehráno                             | nehráno                   |
| 1942                      | nehráno                             | nehráno                             | nehráno                   |
| 1943                      | nehráno                             | nehráno                             | nehráno                   |
| 1944                      | nehráno                             | nehráno                             | nehráno                   |
| 1945                      | nehráno                             | nehráno                             | nehráno                   |
| 1946                      | Pauline Betzová (USA)               | Louise Broughová (USA)              | 6–2, 6–4                  |
| 1947                      | Margaret Osborneová duPontová (USA) | Doris Hartová (USA)                 | 6–2, 6–4                  |
| 1948                      | Louise Broughová (USA)              | Doris Hartová (USA)                 | 6–3, 8–6                  |
| 1949                      | Louise Broughová (USA)              | Margaret Osborne duPontová (USA)    | 10–8, 1–6, 10–8           |
| 1950                      | Louise Broughová (USA)              | Margaret Osborne duPontová (USA)    | 6–1, 3–6, 6–1             |
| 1951                      | Doris Hartová (USA)                 | Shirley Fryová (USA)                | 6–1, 6–0                  |
| 1952                      | Maureen Connollyová (USA)           | Louise Broughová (USA)              | 6–4, 6–3                  |
| 1953                      | Maureen Connollyová (USA)           | Doris Hartová (USA)                 | 8–6, 7–5                  |
| 1954                      | Maureen Connollyová (USA)           | Louise Broughová (USA)              | 6–2, 7–5                  |
| 1955                      | Louise Broughová (USA)              | Beverly Fleitzová (USA)             | 7–5, 8–6                  |
| 1956                      | Shirley Fryová (USA)                | Angela Buxton (USA)                 | 6–3, 6–1                  |
| 1957                      | Althea Gibsonová (USA)              | Darlene Hardová (USA)               | 6–3, 6–2                  |
| 1958                      | Althea Gibsonová (USA)              | Angela Mortimerová (GBR)            | 8–6, 6–2                  |
| 1959                      | Maria Buenová (BRA)                 | Darlene Hardová (USA)               | 6–4, 6–3                  |
| 1960                      | Maria Buenová (BRA)                 | Sandra Reynoldsová (JAR)            | 8–6, 6–0                  |
| 1961                      | Angela Mortimerová (GBR)            | Christine Trumanová (GBR)           | 4–6, 6–4, 7–5             |
| 1962                      | Karen Susmanová (USA)               | Věra Suková (TCH)                   | 6–4, 6–4                  |
| 1963                      | Margaret Courtová (AUS)             | Billie Jean Moffittová (USA)        | 6–3, 6–4                  |
| 1964                      | Maria Buenová (BRA)                 | Margaret Courtová (AUS)             | 6–4, 7–9, 6–3             |
| 1965                      | Margaret Courtová (AUS)             | Maria Buenová (BRA)                 | 6–4, 7–5                  |
| 1966                      | Billie Jean Kingová (USA)           | Maria Buenová (BRA)                 | 6–3, 3–6, 6–1             |
| 1967                      | Billie Jean Kingová (USA)           | Ann Haydonová-Jonesová (GBR)        | 6–3, 6–4                  |

### Otevřená éra
| Otevřená éra (od 1968) | Otevřená éra (od 1968)            | Otevřená éra (od 1968)             | Otevřená éra (od 1968)            |
| Rok                    | vítězka                           | poražená finalistka                | výsledek                          |
| ---------------------- | --------------------------------- | ---------------------------------- | --------------------------------- |
| 1968                   | Billie Jean Kingová (USA)         | Judy Tegartová Daltonová (AUS)     | 9–7, 7–5                          |
| 1969                   | Ann Haydonová-Jonesová (GBR)      | Billie Jean Kingová (USA)          | 3–6, 6–3, 6–2                     |
| 1970                   | Margaret Courtová (AUS)           | Billie Jean Kingová (USA)          | 14–12, 11–9                       |
| 1971                   | Evonne Goolagongová (AUS)         | Margaret Courtová (AUS)            | 6–4, 6–1                          |
| 1972                   | Billie Jean Kingová (USA)         | Evonne Goolagongová (AUS)          | 6–3, 6–3                          |
| 1973                   | Billie Jean Kingová (USA)         | Chris Evertová (USA)               | 6–0, 7–5                          |
| 1974                   | Chris Evertová (USA)              | Olga Morozovová (SSSR)             | 6–0, 6–4                          |
| 1975                   | Billie Jean Kingová (USA)         | Evonne Goolagongová (AUS)          | 6–0, 6–1                          |
| 1976                   | Chris Evertová (USA)              | Evonne Goolagongová (AUS)          | 6–3, 4–6, 8–6                     |
| 1977                   | Virginia Wadeová (GBR)            | Betty Stöveová (NED)               | 4–6, 6–3, 6–1                     |
| 1978                   | Martina Navrátilová (USA)         | Chris Evertová (USA)               | 2–6, 6–4, 7–5                     |
| 1979                   | Martina Navrátilová (USA)         | Chris Evertová (USA)               | 6–4, 6–4                          |
| 1980                   | Evonne Goolagongová (AUS)         | Chris Evertová (USA)               | 6–1, 7–6                          |
| 1981                   | Chris Evertová (USA)              | Hana Mandlíková (TCH)              | 6–2, 6–2                          |
| 1982                   | Martina Navrátilová (USA)         | Chris Evertová (USA)               | 6–1, 3–6, 6–2                     |
| 1983                   | Martina Navrátilová (USA)         | Andrea Jaegerová (USA)             | 6–0, 6–3                          |
| 1984                   | Martina Navrátilová (USA)         | Chris Evertová (USA)               | 7–6, 6–2                          |
| 1985                   | Martina Navrátilová (USA)         | Chris Evertová (USA)               | 4–6, 6–3, 6–2                     |
| 1986                   | Martina Navrátilová (USA)         | Hana Mandlíková (TCH)              | 7–6, 6–3                          |
| 1987                   | Martina Navrátilová (USA)         | Steffi Grafová (FRG)               | 7–5, 6–3                          |
| 1988                   | Steffi Grafová (FRG)              | Martina Navrátilová (USA)          | 5–7, 6–2, 6–1                     |
| 1989                   | Steffi Grafová (FRG)              | Martina Navrátilová (USA)          | 6–2, 6–7, 6–1                     |
| 1990                   | Martina Navrátilová (USA)         | Zina Garrisonová (USA)             | 6–4, 6–1                          |
| 1991                   | Steffi Grafová (FRG)              | Gabriela Sabatiniová (ARG)         | 6–4, 3–6, 8–6                     |
| 1992                   | Steffi Grafová (FRG)              | Monika Selešová (YUG)              | 6-2, 6-1                          |
| 1993                   | Steffi Grafová (FRG)              | Jana Novotná (CZE)                 | 7–6, 1–6, 6–4                     |
| 1994                   | Conchita Martínezová (ESP)        | Martina Navrátilová (USA)          | 6–4, 3–6, 6–3                     |
| 1995                   | Steffi Grafová (FRG)              | Arantxa Sánchezová Vicariová (ESP) | 4–6, 6–1, 7–5                     |
| 1996                   | Steffi Grafová (FRG)              | Arantxa Sánchezová Vicariová (ESP) | 6–3, 7–5                          |
| 1997                   | Martina Hingisová (SUI)           | Jana Novotná (CZE)                 | 2–6, 6–3, 6–3                     |
| 1998                   | Jana Novotná (CZE)                | Nathalie Tauziatová (FRA)          | 6–4, 7–6(7–2)                     |
| 1999                   | Lindsay Davenportová (USA)        | Steffi Grafová (FRG)               | 6–4, 7–5                          |
| 2000                   | Venus Williamsová (USA)           | Lindsay Davenportová (USA)         | 6–3, 7–6(7–3)                     |
| 2001                   | Venus Williamsová (USA)           | Justine Heninová (BEL)             | 6–1, 3–6, 6–0                     |
| 2002                   | Serena Williamsová (USA)          | Venus Williamsová (USA)            | 7–6(7–4), 6–3                     |
| 2003                   | Serena Williamsová (USA)          | Venus Williamsová (USA)            | 4–6, 6–4, 6–2                     |
| 2004                   | Maria Šarapovová (RUS)            | Serena Williamsová (USA)           | 6–1, 6–4                          |
| 2005                   | Venus Williamsová (USA)           | Lindsay Davenportová (USA)         | 4–6, 7–6(7–4), 9–7                |
| 2006                   | Amélie Mauresmová (FRA)           | Justine Heninová (BEL)             | 2–6, 6–3, 6–4                     |
| 2007                   | Venus Williamsová (USA)           | Marion Bartoliová (FRA)            | 6–4, 6–1                          |
| 2008                   | Venus Williamsová (USA)           | Serena Williamsová (USA)           | 7–5, 6–4                          |
| 2009                   | Serena Williamsová (USA)          | Venus Williamsová (USA)            | 7–6(7–3), 6–2                     |
| 2010                   | Serena Williamsová (USA)          | Věra Zvonarevová (RUS)             | 6–3, 6–2                          |
| 2011                   | Petra Kvitová (CZE)               | Maria Šarapovová (RUS)             | 6–3, 6–4 (detaily)                |
| 2012                   | Serena Williamsová (USA)          | Agnieszka Radwańská (POL)          | 6–1, 5–7, 6–2                     |
| 2013                   | Marion Bartoliová (FRA)           | Sabine Lisická (GER)               | 6–1, 6–4                          |
| 2014                   | Petra Kvitová (CZE)               | Eugenie Bouchardová (CAN)          | 6–3, 6–0 (detaily)                |
| 2015                   | Serena Williamsová (USA)          | Garbiñe Muguruzaová (ESP)          | 6–4, 6–4                          |
| 2016                   | Serena Williamsová (USA)          | Angelique Kerberová (GER)          | 7–5, 6–3                          |
| 2017                   | Garbiñe Muguruzaová (ESP)         | Venus Williamsová (USA)            | 7–5, 6–0                          |
| 2018                   | Angelique Kerberová (GER)         | Serena Williamsová (USA)           | 6–3, 6–3                          |
| 2019                   | Simona Halepová (ROU)             | Serena Williamsová (USA)           | 6–2, 6–2                          |
| 2020                   | zrušeno kvůli pandemii koronaviru | zrušeno kvůli pandemii koronaviru  | zrušeno kvůli pandemii koronaviru |
| 2021                   | Ashleigh Bartyová (AUS)           | Karolína Plíšková (CZE)            | 6–3, 6–7(4–7), 6–3 (detaily)      |
| 2022                   | Jelena Rybakinová (KAZ)           | Ons Džabúrová (TUN)                | 3–6, 6–2, 6–2                     |
| 2023                   | Markéta Vondroušová (CZE)         | Ons Džabúrová (TUN)                | 6–4, 6–4 (detaily)                |
| 2024                   | Barbora Krejčíková (CZE)          | Jasmine Paoliniová (ITA)           | 6–2, 2–6, 6–4                     |
| 2025                   | Iga Świąteková (POL)              | Amanda Anisimovová (USA)           | 6–0, 6–0                          |

## Statistiky

### Vícenásobné vítězky
| Tenistka                           | éra       | éra  | éra     | roky vítězství                                       |
| Tenistka                           | amatérská | open | celkově | roky vítězství                                       |
| ---------------------------------- | --------- | ---- | ------- | ---------------------------------------------------- |
| Martina Navrátilová (USA)          | 0         | 9    | 9       | 1978, 1979, 1982, 1983, 1984, 1985, 1986, 1987, 1990 |
| Helen Willsová Moodyová (USA)      | 8         | 0    | 8       | 1927, 1928, 1929, 1930, 1932, 1933, 1935, 1938       |
| Dorothea Douglass Chambersová (UK) | 7         | 0    | 7       | 1903, 1904, 1906, 1910, 1911, 1913, 1914             |
| Steffi Grafová (GER)               | 0         | 7    | 7       | 1988, 1989, 1991, 1992, 1993, 1995, 1996             |
| Serena Williamsová (USA)           | 0         | 7    | 7       | 2002, 2003, 2009, 2010, 2012, 2015, 2016             |
| Blanche Bingley Hillyardová (UK)   | 6         | 0    | 6       | 1886, 1889, 1894, 1897, 1899, 1900                   |
| Suzanne Lenglenová (FRA)           | 6         | 0    | 6       | 1919, 1920, 1921, 1922, 1923, 1925                   |
| Billie Jean Kingová (USA)          | 2         | 4    | 6       | 1966, 1967, 1968, 1972, 1973, 1975                   |
| Charlotte Cooper Sterryová (UK)    | 5         | 0    | 5       | 1895, 1896, 1898, 1901, 1908                         |
| Lottie Dodová (UK)                 | 5         | 0    | 5       | 1887, 1888, 1891, 1892, 1893                         |
| Venus Williamsová (USA)            | 0         | 5    | 5       | 2000, 2001, 2005, 2007, 2008                         |
| Louise Brough Clappová (USA)       | 4         | 0    | 4       | 1948, 1949, 1950, 1955                               |
| Maureen Connolly Brinkerová (USA)  | 3         | 0    | 3       | 1952, 1953, 1954                                     |
| Maria Buenová (BRA)                | 3         | 0    | 3       | 1959, 1960, 1964                                     |
| Margaret Courtová (AUS)            | 2         | 1    | 3       | 1963, 1965, 1970                                     |
| Chris Evertová (USA)               | 0         | 3    | 3       | 1974, 1976, 1981                                     |
| Althea Gibsonová (USA)             | 2         | 0    | 2       | 1957, 1958                                           |
| Kathleen McKaneová Godfreeová (UK) | 2         | 0    | 2       | 1924, 1926                                           |
| May Sutton Bundyová (USA)          | 2         | 0    | 2       | 1905, 1907                                           |
| Maud Watsonová (UK)                | 2         | 0    | 2       | 1884, 1885                                           |
| Evonne Goolagong Cawleyová (AUS)   | 0         | 2    | 2       | 1971, 1980                                           |
| Petra Kvitová (CZE)                | 0         | 2    | 2       | 2011, 2014                                           |

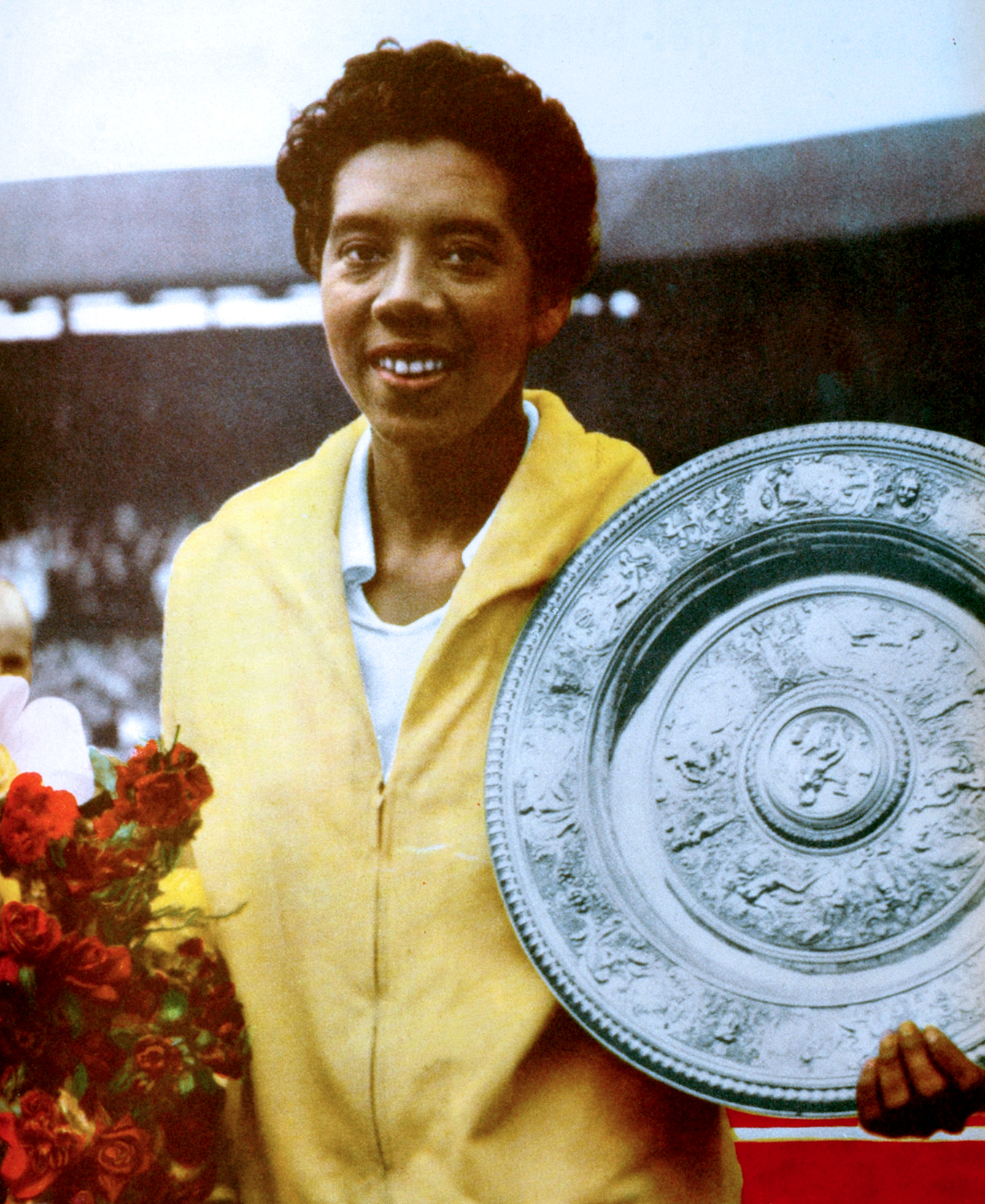
Althea Gibsonová, 1958
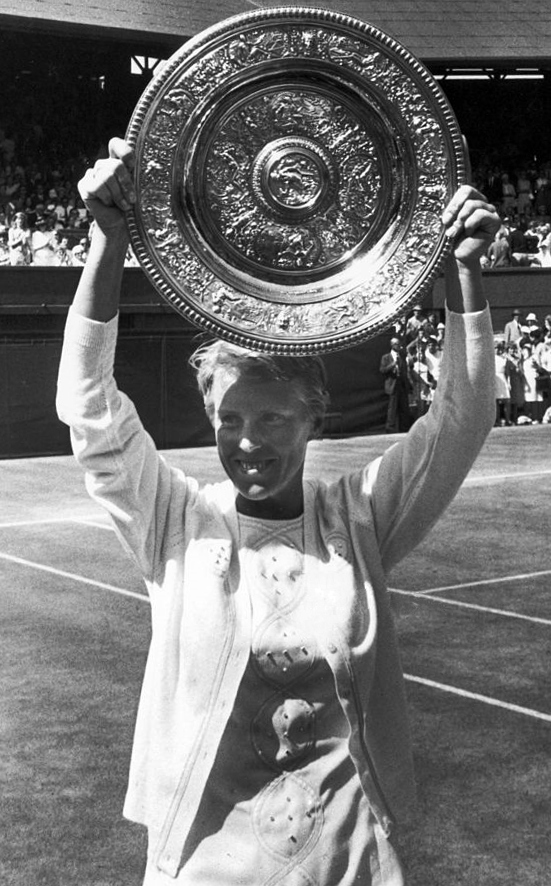
Ann Haydonová-Jonesová, 1969
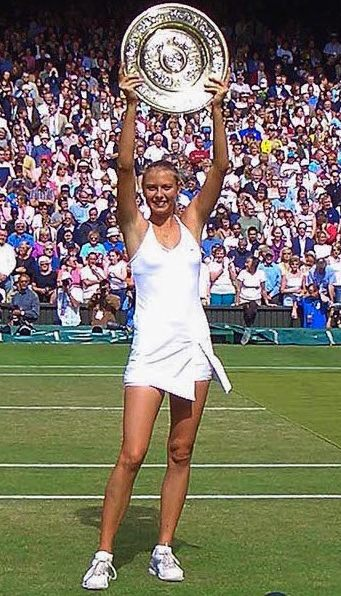
Maria Šarapovová, 2004
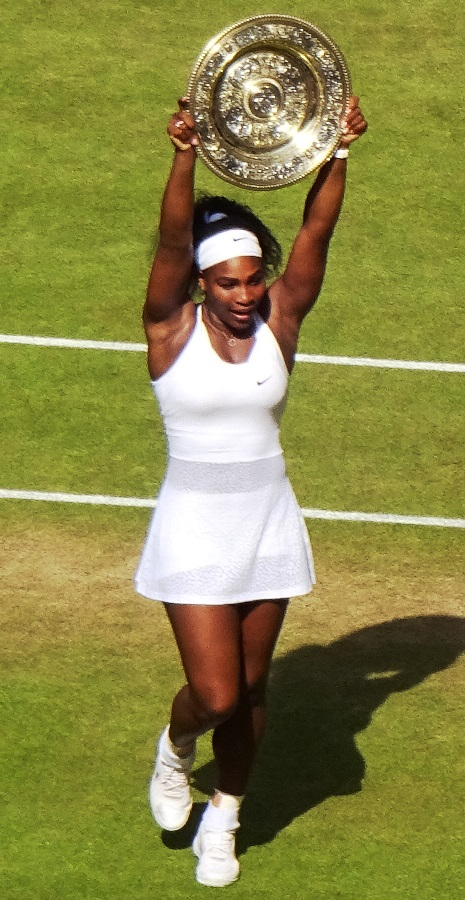
Serena Williamsová, 2015
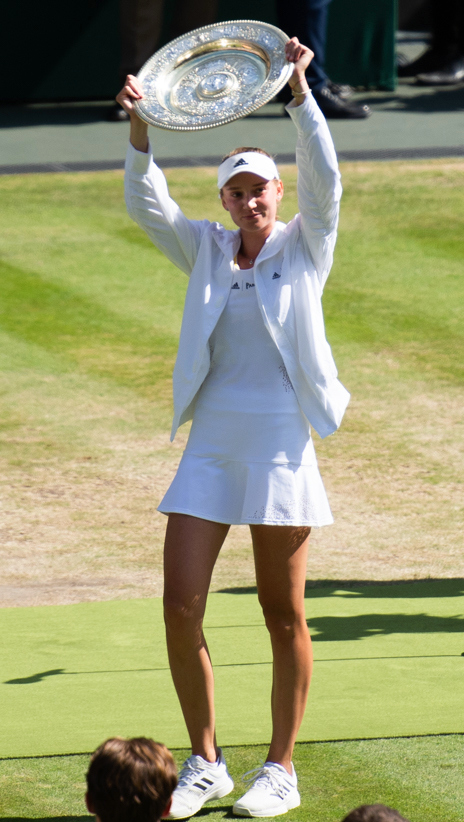
Jelena Rybakinová, 2022

### Vítězky podle státu
| Stát                   | éra       | éra  | éra     | titul | titul    |
| Stát                   | amatérská | open | celkově | první | poslední |
| ---------------------- | --------- | ---- | ------- | ----- | -------- |
| Spojené státy americké | 28        | 29   | 57      | 1905  | 2016     |
| Spojené království     | 34        | 2    | 36      | 1884  | 1977     |
| Německo                | 1         | 8    | 9       | 1931  | 2018     |
| Francie                | 6         | 2    | 8       | 1919  | 2013     |
| Austrálie              | 2         | 4    | 6       | 1963  | 2021     |
| Česko                  | 0         | 5    | 5       | 1998  | 2024     |
| Brazílie               | 3         | 0    | 3       | 1959  | 1964     |
| Španělsko              | 0         | 2    | 2       | 1994  | 2017     |
| Švýcarsko              | 0         | 1    | 1       | 1997  | 1997     |
| Rusko                  | 0         | 1    | 1       | 2004  | 2004     |
| Rumunsko               | 0         | 1    | 1       | 2019  | 2019     |
| Kazachstán             | 0         | 1    | 1       | 2022  | 2022     |
| Polsko                 | 0         | 1    | 1       | 2025  | 2025     |